# Noh Ah-reum
Noh Ah-reum (kor. 노아름; * 18. Dezember 1991) ist eine südkoreanische Shorttrackerin.

## Werdegang
Nohs erstes internationales Großereignis war die Juniorenweltmeisterschaft 2008 in Bozen, wo sie 19-jährig sowohl im Einzel-Mehrkampf als auch mit der Staffel den Titel errang. Dazu feierte sie Siege auf drei von vier Einzelstrecken, nur über 500 m blieb sie ohne Medaille und schied schon im Vorlauf aus. Bei der Junioren-WM ein Jahr später, die im kanadischen Sherbrooke stattfand, begann Noh ebenfalls erfolgreich, indem sie ihren Titel über 1500 Meter vor zwei Landsfrauen verteidigte. Bei der Winter-Universiade 2015 in Granada holte sie die Silbermedaille mit der Staffel. Ihr Debüt im Weltcup hatte sie im Februar 2017 in Dresden, das sie auf dem Plätzen sieben und zwei über 1500 m beendete. In Minsk holte sie über 1500 m ihren ersten Weltcupsieg und errang mit der Staffel den dritten Platz. Sie erreichte abschließend den sechsten Platz im Weltcup über 1500 m. In der Saison 2018/19 siegte sie in Salt Lake City mit der Staffel und errang zudem dort und in Almaty den dritten Platz über 1000 m und erreichte damit den achten Platz im Weltcup über 1000 m. In der folgenden Saison holte sie in Nagoya über 1000 m ihren zweiten Weltcupsieg im Einzel. Zudem errang sie dreimal den zweiten Platz und zweimal den dritten Platz. Bei den Vier-Kontinente-Meisterschaften 2020 in Montreal gewann sie mit der Staffel die Goldmedaille.
2022 spielte sie eine Nebenrolle in der Fernsehserie Mental Coach Jegal.

## Weltcupsiege

### Weltcupsiege im Einzel
| Nr. | Datum             | Ort    | Disziplin |
| --- | ----------------- | ------ | --------- |
| 1.  | 11. Februar 2017  | Minsk  | 1500 m    |
| 2.  | 30. November 2019 | Nagoya | 1000 m    |

### Weltcupsiege im Team
| Nr. | Datum             | Ort              |
| --- | ----------------- | ---------------- |
| 1.  | 11. November 2018 | Salt Lake City 1 |

## Persönliche Bestzeiten
- 500 m      43,348 s (aufgestellt am 6. Dezember 2019 in Shanghai)
- 1000 m    1:29,128 min. (aufgestellt am 8. Dezember 2018 in Almaty)
- 1500 m    2:20,526 min. (aufgestellt am 3. November 2018 in Calgary)